# 70 TCN
Năm 70 TCN là một năm trong lịch Julius. 